# 伊藤看寿
伊藤看寿（いとうかんじゅ、初代；享保4年（1719年） - 宝暦10年8月23日（1760年10月1日））は、江戸時代の将棋指し。将棋家元三家の一家である伊藤家出身。八段。死後に名人位を追贈。別名は政富。
二代伊藤宗印（五世名人）の五男。兄に伊藤印達（五段）、三代伊藤宗看（七世名人、養親でもある）、八代大橋宗桂（八段・八世名人九代大橋宗桂の父）、伊藤看恕（七段）。子に二代伊藤看寿（後に伊藤寿三と改名）（五段）。孫に七代伊藤宗寿。

## 指し将棋
| 9  | 8  | 7  | 6  | 5  | 4  | 3  | 2  | 1  |    |
|    |    |    |    |    | 金 | 銀 | 桂 | 香 | 一 |
|    |    |    | 歩 | 金 |    | 王 | 角 |    | 二 |
|    |    | 桂 |    | 歩 | 歩 |    | 歩 |    | 三 |
|    |    | 飛 |    |    |    | 歩 |    | 歩 | 四 |
| と | 歩 | 銀 |    |    |    |    |    |    | 五 |
|    |    | 歩 |    |    |    |    |    | 歩 | 六 |
| 角 | 歩 |    | 銀 | 歩 | 歩 | 歩 | 歩 |    | 七 |
| 飛 |    | 歩 | 金 |    | 銀 | 金 | 玉 |    | 八 |
| 香 | 桂 |    | 歩 |    |    |    | 桂 | 香 | 九 |

享保8年（1723年）に父と死別、のちに兄・宗看の養子となる。元文元年（1736年）に四段として御城将棋に初出勤。翌元文2年（1737年）の囲碁・将棋の席次争いの結果、看寿は9席とされている。
既に8年前の享保13年（1728年）より実兄であり養親でもある宗看が名人位を襲っており、宗看は大橋本家を継いでいた兄の宗桂と、大橋分家の当主の大橋宗民（四代大橋宗与）と競うようになる。宗桂との手合は元文元年の初対局の時には右香落とされであったが、寛保2年（1742年）には平香交わりの手合となっている。寛延2年（1749年）の平手戦では敗れたが香落とされ戦で2勝し、宝暦3年（1753年）には平手の手合となっている。このとき宗桂は七段であったことから、この年に看寿も七段に昇段したと推測されている。この間の延享2年（1745年）に、八段であった宗与と右香落とされで対戦して勝利したが、この時に金底の歩の名手を放ち、看寿の勝ちを確信した宗看が魚釣りに出かけたという逸話があり、「魚釣りの底歩」として後世称えられた。
宝暦4年（1754年）に宗桂との平手戦で勝利し、八段となる。この時点で次期名人候補とされ、宝暦5年（1755年）『将棋図式（将棋図巧）』を幕府に献上している。宝暦8年（1758年）には子の二代看寿が誕生する。宝暦9年（1759年）には甥の大橋印寿（後の九代大橋宗桂）と飛車落ちで対戦して敗れている。
宝暦10年（1760年）8月23日に死去。同年7月22日に兄の看恕が死去し、実兄で養親の宗看も翌11年（1761年）4月29日に死去していることから、流行病が伊藤家を襲ったという推測もされているが、死因の詳細は不明である。法名は宝車院看寿常銀日龍。
没後に名人位を贈られる。
将棋指しとしての評価としては『将棋営中日記』の「悪力にして無理押しつけ候場合」というものが残されている。また、在野棋客との右香落ちで筋違い角を試みた対戦例もある。

## 詰将棋
看寿は指し将棋の実力もあったが、上述の『将棋図巧』により今日では詰将棋作家としての方が有名であり、年間で最も優れた詰将棋作品に与えられる賞である「看寿賞」にもその名が冠せられている。
享保10年（1725年）、7・8歳の時に詰将棋の批評をして兄の宗看を感嘆させたといわれ、享保16年（1731年）、13歳の時には601手の長編を作成したという。『将棋営中日記』には、江戸時代末期の十一代大橋宗桂は「作物の最上は伊藤看寿なり」と評していたことが記録されている。

### 将棋図巧
看寿の献上本『将棋図式』は別称「象棋百番奇巧図式」と呼ばれ、現在では『将棋図巧』の名称で知られている。
この作品集は、三代伊藤宗看の作品集『将棋無双』と共に江戸時代の作品集の最高傑作とされ、「神局」とも呼ばれる。
一説には、作品のあまりの出来栄えを見て、看寿の頭脳を恐れた幕府がが三年の閉門を申し付けたとされるが、信憑性はないとされる。

#### 主な作品
| 9  | 8  | 7  | 6  | 5  | 4 | 3  | 2 | 1  |    |
|    | 歩 | 金 |    | 角 |   |    |   |    | 一 |
| 金 | 銀 | と |    |    |   |    |   |    | 二 |
| 歩 | 歩 |    |    |    |   |    |   |    | 三 |
| 桂 |    | 香 | 銀 |    |   |    |   |    | 四 |
|    |    |    | 王 |    |   |    |   |    | 五 |
| 桂 | 香 |    |    |    |   | 龍 |   | 角 | 六 |
|    | と |    | 歩 | 龍 |   |    |   |    | 七 |
|    | 銀 |    |    |    |   |    |   |    | 八 |
|    |    | 桂 |    |    |   |    |   |    | 九 |

この作品集には多くの有名な作品が収められている。
第一番　「角送り詰」
「飛打飛合」という手順を繰り返して玉方の角を動かし、打歩詰を回避する作品。
内藤國雄は少年時代、この作品に出会い詰将棋創作を始めたという逸話がある。
第六番　「朝霧」
前半の手順で3段目に並べた詰方の歩を、後半6手1サイクルの繰り返し手順で消去し、右上隅に追い詰めて詰ます趣向作。
同様の趣向を「並び歩趣向」、「朝霧趣向」と呼ぶ。
第十番　「夏木立」
守備駒の移動を伴う捨て追い趣向。後年、同じ原理の趣向が「夏木立型」と呼ばれるようになった。
第十七番
「持駒が香なら詰まず、歩なら詰む」構想作品。後の手順で持ち駒が香になるのを回避するため、桂二枚の犠牲を払って玉方の香を移動し、と金を質駒にする。
第四十三番
飛車鋸の第1号局。
第五十七番
銀鋸の趣向作。
第七十八番
「持駒が香なら詰まず、歩なら詰む」構想作品。香歩交換を図り、打歩詰を回避する。
第九十八番　「裸玉」
最初の状態で盤面に玉1枚のみが配置された問題。同条件の完全作第2号局が発表されたのは1942年である。
今日の基準では着手非限定を含む不完全作であるが、歴史的背景を考慮し、準完全作として扱う場合が多い。
第九十九番　「煙詰」
裸玉とは対照的に、盤面に全ての駒を配し、詰め上がり時に3枚となる作品。同条件の完全作第2号局は1954年まで発表されなかったが、現在は数百局の作品が発表されている。
第百番　「寿」
巻末を飾る大作。611手という超長手数の作品であり、1955年に奥園幸雄の「新扇詰」（873手詰）が発表されるまでの200年間、最長手数の詰将棋であった。2005年末時点でもベスト10に入っていた長手数作である。
今日の基準では収束に余詰のある不完全作であるが、歴史的背景を考慮し、準完全作として扱う場合が多い。

## 参考資料
- 大山康晴『日本将棋大系　第5巻　三代伊藤宗看』（筑摩書房、1978年）
  - 山本亨介「人とその時代五（三代伊藤宗看）」（同書247頁所収）
- 原田泰夫『日本将棋大系　第6巻　伊藤看寿』（筑摩書房、1979年）
  - 山本亨介「人とその時代六（伊藤看寿）」（同書249頁所収）